# Chage and Aska
Chage and Aska (jap. チャゲ アンド アスカ Chage ando Asuka) – japoński duet rockowy grający muzykę z pogranicza pop-rocka i folku, działający w latach 1979–2009 i ponownie od 2013 roku. W jego skład wchodzili Chage (jap. チャゲ) i Aska (jap. 飛鳥涼). Są jednymi z artystów z największą liczbą sprzedanych wydawnictw muzycznych w Japonii.

## Dyskografia
Wybrana twórczość

### Albumy studyjne
- 1980: Kazemai
- 1981: Neppū
- 1982: Tasogare no Kishi
- 1983: Chage and Asuka: 21 Seiki
- 1984: Inside
- 1985: Z=One
- 1986: Turning Point
- 1986: Mix Blood
- 1987: Mr.Asia
- 1988: Rhapsody
- 1988: Energy
- 1989: Pride
- 1990: See Ya
- 1991: Tree
- 1992: Guys
- 1993: Red Hill
- 1995: Code Name 1 Brother Sun
- 1996: Code Name 2 Sister Moon
- 1999: No Doubt
- 2001: Not at All
- 2007: Double